# 中島卓也 (野球)
中島 卓也（なかしま たくや、1991年1月11日 - ）は、福岡県糟屋郡宇美町出身のプロ野球選手（内野手、外野手）。右投左打。北海道日本ハムファイターズ所属。
愛称は「タク」、「ナカシ」。

## 経歴

### プロ入り前
中学時代はフレッシュリーグの宇美スターズでプレイ。福岡県立福岡工業高等学校では、「1番・遊撃手」として活躍。2008年春の九州大会では、エースの三嶋一輝などと共にチームを初優勝に導いた。その一方で、野球と両立しながら、国家資格の危険物取扱者などの5つの資格を取得している。
NPBの球団からの評価は高くなく、ドラフト会議の指名に向けた調査書も、わずか1球団から届いただけであった。しかし、2008年10月30日に行われたドラフト会議では、北海道日本ハムファイターズから5位指名を受け、契約金2500万円、年俸480万円（金額は推定）という条件で入団した。背番号は56。担当スカウトは内野手出身の岩井隆之。福岡工業高校からドラフト会議での指名を経てNPBの球団へ直接入った選手は、中島が初めてであった。

### 日本ハム時代

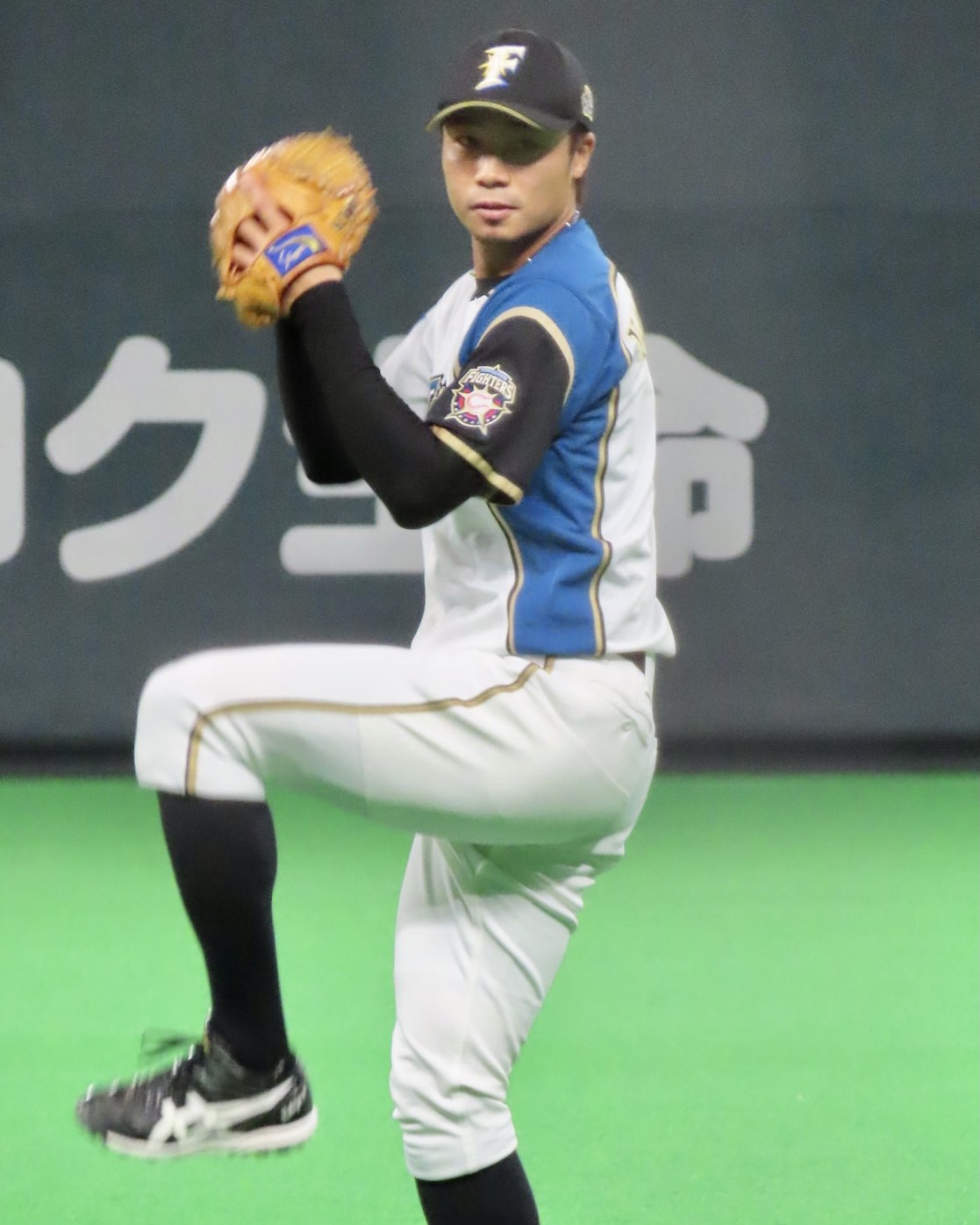
2021年10月10日、札幌ドームにて

2009年、一軍公式戦への出場機会はなかったものの、イースタン・リーグの公式戦では、高卒の新人野手ながらチームトップの出場数（97試合）や犠打数（17）を記録。リーグの最終規定打席へ到達したが、打率は規定打席到達者31人中30位の.211で、遊撃手としてはリーグ2位の15失策を記録した。
2010年、イースタン・リーグ公式戦70試合に出場すると、チームトップの15犠打を記録。打率も.220と前年から上昇したが、2年連続の最終規定打席到達はならず、一軍への昇格にも至らなかった。
2011年、4月20日の対オリックス・バファローズ戦（ほっともっとフィールド神戸）で、二塁の守備要員として一軍公式戦にデビュー。一軍公式戦全体では、8試合の出場で1打席に立っただけだが、1盗塁2得点を記録した。
2012年、代走・守備要員として一軍に定着すると、一軍公式戦105試合に出場。しかし、打率は.114で、盗塁も2個にとどまった。
2013年、一軍公式戦の開幕当初は、前年に続いて、代走・守備要員としての起用が多かった。しかし、正二塁手の西川遥輝が故障で戦線を離脱した間に二塁手へ抜擢されると、西川の復帰後もしばらくポジションを譲らなかった。その一方で、正遊撃手の大引啓次が離脱した直後には遊撃を守るなど、内野のユーティリティープレイヤーとしてスタメン出場の機会を増やした。また、走塁面で高い盗塁技術を発揮した結果、一軍公式戦で通算23盗塁を記録。盗塁の成功率は9割を超えた。打撃面でも、打率を.238にまで上昇させたほか、初の長打・打点を記録。このように成長を背景に、シーズン終了後から背番号を9に変更している。
2014年、2月の春季キャンプの時点では、二塁手として西川に次ぐ2番手と扱われていた。シーズン中の一軍公式戦で遊撃や三塁を守る機会もあったが、併殺時の送球の精度が高かったことなどから、二塁手として定着。俊足ながら送球に難のあった西川は、内野手登録のまま、事実上外野手へ転向した。打撃面では、シーズン序盤こそ打順が定まっていなかったものの、8月14日の対ロッテ戦以降は2番打者に定着。一軍公式戦では126試合へ出場すると、最終規定打席へ初めて到達するとともに、打率.259、28盗塁を記録した。
2015年、パ・リーグ公式戦全143試合およびオールスターゲームへの出場を初めて果たすとともに、自己最高の打率.264を記録。さらに、34盗塁で盗塁王のタイトルを獲得したほか、パ・リーグ遊撃手部門のベストナインに初めて選ばれた。シーズン終了後に開催の第1回WBSCプレミア12で日本代表への初選出を果たしたものの、実際には出場機会が少なく、1犠打1得点を記録しただけで大会を終えた。
2016年、一軍公式戦で2年連続の全試合出場を果たすとともに、パ・リーグ公式戦シーズン最多タイ記録（NPB史上3位）の62犠打を記録。打率を.243、盗塁を23に減らしたものの、4年連続の一軍公式戦20盗塁を達成した。また、シーズン終了後に開催の「侍ジャパン 野球オランダ代表 野球メキシコ代表 強化試合」にも、日本代表の一員として出場。シーズン終了後の契約交渉では、推定年俸1億円で契約を更改した。
2017年、NPBオープン戦期間中の第4回ワールド・ベースボール・クラシック本大会に向けて日本代表に選ばれていたが、前シーズンからの疲労の蓄積を理由に参加せず、NPBレギュラーシーズンの開幕に向けた調整を優先。7月30日に故郷・福岡県の福岡ヤフオク!ドームで催された対福岡ソフトバンクホークス戦では、人生初の柵越え本塁打を、武田翔太からライト側ホームランテラスへのソロ本塁打で記録した。NPB実働9年目・一軍公式戦への出場723試合目での初本塁打で、NPBの一軍公式戦で1本でも本塁打を打った選手としては、一軍公式戦の初打席から最も多くの打席（通算2287打席）を要した末の初本塁打でもあった。しかし、8月6日の対オリックス戦（京セラドーム大阪）9回表の打席で遊撃へゴロを打って一塁へ走り込んだ際に、一塁手の小谷野栄一と接触した影響で左足の踵を負傷。8月7日に踵骨下の滑液包炎と診断されると、同日付で出場選手登録を抹消された。一軍のレギュラーシーズン最終戦であった10月9日の対楽天戦（Koboパーク宮城）で遊撃の守備要員として実戦復帰を果たしたものの、出場試合数は91、打率は.208、盗塁数は11にとどまった。
2018年は、この年から選手会長へ就任。一軍公式戦の開幕を再び正遊撃手として迎えると、5月12日の対ソフトバンク戦（福岡ヤフオク!ドーム）では、1点ビハインドの2回裏一死満塁から一軍公式戦通算2本目の本塁打をリック・バンデンハークから打った。この年はチームの正遊撃手に返り咲き、自身2年ぶりとなる最終規定打席に到達した。
2019年は2016年以来、フルシーズン一軍で過ごしたがバッティング面では打率.220・出塁率.278と奮わなかった。また7月28日の対西武戦では延長10回裏一死一塁からショートゴロを後逸。中島が打球を追わず、外野手は深い位置で守っており処理が遅れその隙に一塁走者が生還しチームはサヨナラ負け。売りである守備でも精彩を欠く場面が見られ、石井一成や平沼翔太にスタメンを譲る試合も多くなり先発出場は91試合、途中出場を含めても120試合の出場に留まった。シーズン中に国内FA権を取得しており、オフの動向が注目されていたが、11月1日に権利を行使せず残留を表明し、総額2億7000万円プラス出来高の3年契約を締結した。
2020年はキャリアワーストとなる打率.201。新型コロナウイルスの影響で120試合制の短縮シーズンであったが、先発出場はわずか50試合。先発出場数がシーズン試合数の半分を下回るのは遊撃手として一軍に定着した2015年以降では初となった。オフは1000万円減の推定年俸8000万円で契約更改をした。
2021年4月1日に一般女性との入籍を発表した。9番遊撃で開幕スタメン入りを果たしたが、開幕3戦目の楽天戦では先制を許す適時失策、さらに4月7日のソフトバンク戦では逆転負けに繋がる捕球ミスがあり、以降はスタメンでの出場機会が減少した。4月30日には新型コロナウイルス陽性により登録抹消。5月21日に実戦復帰するも二軍で30打席連続ノーヒットと打撃不振に苦しみ、一軍復帰が6月26日までずれ込んだ。9月3日のロッテ戦ではシーズン初打点となる適時打を放つも、逆転負けに繋がる適時失策を喫した。9月末には石井一成が骨折で離脱したものの、その後は谷内亮太や細川凌平が遊撃でスタメン出場することが多く、この年は67試合の出場で打率.186という成績に終わった。オフに現状維持の推定年俸8000万円で契約を更改した。
2022年は開幕を二軍で迎え4月23日に昇格するも、成績が奮わず6月20日に抹消される。しかし7月19日に新型コロナウイルス感染者の代替選手として昇格すると、8月4日の福岡ソフトバンクホークス戦で5回裏一死一・二塁の場面、コリン・レイ投手の初球を三塁方向へ転がし、プロ野球史上21人目となる通算250犠打を記録した。チームでは金子誠氏以来2人目となった。8月27日の対福岡ソフトバンクホークス戦で8回表にあわや安打となった打球を好捕し、コディ・ポンセのノーヒットノーランに大きく貢献した。9月13日のロッテ戦では、2014年以来8年ぶりに外野手として起用され、プロ入り初のセンターの守備に就いた。シーズン後半から打撃も徐々に復調し打率を.223まで上げ、また、足でも17盗塁と持ち味を発揮した。
2023年も開幕を二軍で迎え5月9日に昇格したが、左内腹斜筋の肉離れを発症し5月25日に抹消された。その後9月19日に再昇格すると、同日の西武戦で適時打を放った。9月23日の楽天戦ではプロ野球史上79人目、球団では6人目となる通算200盗塁を達成した。この年は怪我の影響もあり17試合出場に終わり、連続2桁盗塁記録が10年で途絶えた。オフには前年より500万円ダウンの推定年俸2500万円で契約した。
2024年は2021年以来3年ぶりとなる開幕一軍入りを果たす。ユーティリティープレイヤーに挑戦することになり一塁守備の練習を進め、5月4日のオリックス戦でプロ入り初の一塁守備に入った。5月21日のオリックス戦では通算204盗塁を達成し、目標としていた田中賢介の203盗塁を超えた。しかし8月9日に一軍登録を抹消され、それ以降レギュラーシーズン中は一軍に昇格することはなかった。その後、ロッテとのCSファーストステージ最終戦の10月14日に一軍に昇格。10月16日のソフトバンクとのCSファイナルステージ第1戦にスタメン出場し、2打席に立ち1打数無安打ながら1犠打を記録した。オフに現状維持の推定年俸2500万円で契約を更改した。

## 選手としての特徴
軽快なグラブ捌きと判断力に優れた走塁、コースに逆らわないシュアなバッティングが持ち味で、スローイングも正確性が高い。守備位置については2014年には二塁手として、2015年には遊撃手として規定試合数に到達し、2014年には二塁手としてUZR9.2、2015年にも遊撃手としてゴールデングラブ賞の今宮健太を上回る数値を記録した。日本ハムの九州担当スカウトを務めていた岩井も高校時代の中島の試合を観戦して、スローイングの良さから宮本慎也との共通点を感じたと語っている。
また、際どいコースのボールをカットしファウルにする技術を持ち、2015年、2016年には両リーグトップのファウル数を記録した。周囲からは努力の人であると高く評価されている。2022年までの通算打率は2割3分台と低いが、四球の多さから出塁率は3割を超えている。
2016年2月24日、TBSのバラエティ番組『水曜日のダウンタウン』の「人生で1度もホームラン打ったことないプロ野球選手などいない説」にて、アマチュア時代は公式戦でホームランを1本も打っていないことを明かした。しかし、2017年にホームランを放ちこれが公式戦では人生初ホームランということになった。

## 詳細情報

### 年度別打撃成績
| 年 度      | 球 団      | 試 合 | 打 席 | 打 数 | 得 点 | 安 打 | 二 塁 打 | 三 塁 打 | 本 塁 打 | 塁 打 | 打 点 | 盗 塁 | 盗 塁 死 | 犠 打 | 犠 飛 | 四 球 | 敬 遠 | 死 球 | 三 振 | 併 殺 打 | 打 率 | 出 塁 率 | 長 打 率 | O P S |
| ---------- | ---------- | ----- | ----- | ----- | ----- | ----- | -------- | -------- | -------- | ----- | ----- | ----- | -------- | ----- | ----- | ----- | ----- | ----- | ----- | -------- | ----- | -------- | -------- | ----- |
| 2011       | 日本ハム   | 8     | 1     | 1     | 2     | 0     | 0        | 0        | 0        | 0     | 0     | 1     | 0        | 0     | 0     | 0     | 0     | 0     | 1     | 0        | .000  | .000     | .000     | .000  |
| 2012       | 日本ハム   | 105   | 82    | 70    | 9     | 8     | 0        | 0        | 0        | 8     | 0     | 2     | 0        | 11    | 0     | 1     | 0     | 0     | 17    | 0        | .114  | .127     | .114     | .241  |
| 2013       | 日本ハム   | 127   | 272   | 223   | 24    | 53    | 5        | 0        | 0        | 58    | 8     | 23    | 2        | 26    | 1     | 21    | 0     | 1     | 47    | 2        | .238  | .305     | .260     | .565  |
| 2014       | 日本ハム   | 126   | 461   | 382   | 55    | 99    | 9        | 3        | 0        | 114   | 32    | 28    | 9        | 35    | 1     | 43    | 0     | 0     | 92    | 4        | .259  | .333     | .298     | .632  |
| 2015       | 日本ハム   | 143   | 617   | 515   | 69    | 136   | 8        | 2        | 0        | 148   | 39    | 34    | 7        | 34    | 0     | 66    | 0     | 2     | 93    | 10       | .264  | .350     | .287     | .637  |
| 2016       | 日本ハム   | 143   | 600   | 473   | 66    | 115   | 10       | 1        | 0        | 127   | 28    | 23    | 9        | 62    | 1     | 63    | 0     | 1     | 117   | 5        | .243  | .333     | .268     | .601  |
| 2017       | 日本ハム   | 91    | 331   | 283   | 26    | 59    | 1        | 2        | 1        | 67    | 13    | 11    | 3        | 25    | 0     | 23    | 0     | 0     | 80    | 2        | .208  | .268     | .237     | .505  |
| 2018       | 日本ハム   | 132   | 449   | 391   | 57    | 102   | 11       | 3        | 1        | 122   | 23    | 29    | 5        | 22    | 1     | 35    | 0     | 0     | 88    | 4        | .261  | .321     | .312     | .633  |
| 2019       | 日本ハム   | 120   | 328   | 291   | 39    | 64    | 5        | 1        | 0        | 71    | 16    | 12    | 5        | 12    | 1     | 22    | 0     | 2     | 70    | 2        | .220  | .278     | .244     | .522  |
| 2020       | 日本ハム   | 88    | 191   | 159   | 22    | 32    | 5        | 0        | 0        | 37    | 8     | 11    | 2        | 10    | 0     | 22    | 0     | 0     | 36    | 1        | .201  | .298     | .233     | .531  |
| 2021       | 日本ハム   | 67    | 117   | 97    | 11    | 18    | 0        | 0        | 0        | 18    | 1     | 7     | 2        | 8     | 0     | 12    | 0     | 0     | 29    | 0        | .186  | .275     | .186     | .461  |
| 2022       | 日本ハム   | 68    | 150   | 130   | 12    | 29    | 3        | 1        | 0        | 34    | 8     | 17    | 4        | 8     | 1     | 11    | 0     | 0     | 31    | 0        | .223  | .282     | .262     | .543  |
| 2023       | 日本ハム   | 17    | 32    | 29    | 3     | 6     | 0        | 0        | 0        | 6     | 2     | 2     | 1        | 1     | 0     | 2     | 0     | 0     | 5     | 0        | .207  | .258     | .207     | .465  |
| 2024       | 日本ハム   | 46    | 41    | 39    | 12    | 8     | 1        | 0        | 0        | 9     | 2     | 4     | 4        | 0     | 0     | 2     | 0     | 0     | 9     | 0        | .205  | .244     | .231     | .475  |
| 通算：14年 | 通算：14年 | 1281  | 3672  | 3083  | 407   | 729   | 58       | 13       | 2        | 819   | 180   | 204   | 53       | 254   | 6     | 323   | 0     | 6     | 710   | 30       | .236  | .310     | .266     | .575  |

- 2024年度シーズン終了時
- 各年度の太字はリーグ最高

### WBSCプレミア12での打撃成績
| 年 度 | 代 表 | 試 合 | 打 席 | 打 数 | 得 点 | 安 打 | 二 塁 打 | 三 塁 打 | 本 塁 打 | 塁 打 | 打 点 | 盗 塁 | 盗 塁 死 | 犠 打 | 犠 飛 | 四 球 | 敬 遠 | 死 球 | 三 振 | 併 殺 打 | 打 率 | 出 塁 率 | 長 打 率 |
| ----- | ----- | ----- | ----- | ----- | ----- | ----- | -------- | -------- | -------- | ----- | ----- | ----- | -------- | ----- | ----- | ----- | ----- | ----- | ----- | -------- | ----- | -------- | -------- |
| 2015  | 日本  | 5     | 2     | 1     | 0     | 0     | 0        | 0        | 0        | 0     | 0     | 0     | 0        | 1     | 0     | 0     | 0     | 0     | 0     | 0        | .000  | .000     | .000     |

### 年度別守備成績
| 年 度 | 球 団    | 一塁  | 一塁  | 一塁  | 一塁  | 一塁  | 一塁     | 二塁  | 二塁  | 二塁  | 二塁  | 二塁  | 二塁     | 三塁  | 三塁  | 三塁  | 三塁  | 三塁  | 三塁     | 遊撃  | 遊撃  | 遊撃  | 遊撃  | 遊撃  | 遊撃     | 外野  | 外野  | 外野  | 外野  | 外野  | 外野     |
| 年 度 | 球 団    | 試 合 | 刺 殺 | 補 殺 | 失 策 | 併 殺 | 守 備 率 | 試 合 | 刺 殺 | 補 殺 | 失 策 | 併 殺 | 守 備 率 | 試 合 | 刺 殺 | 補 殺 | 失 策 | 併 殺 | 守 備 率 | 試 合 | 刺 殺 | 補 殺 | 失 策 | 併 殺 | 守 備 率 | 試 合 | 刺 殺 | 補 殺 | 失 策 | 併 殺 | 守 備 率 |
| ----- | -------- | ----- | ----- | ----- | ----- | ----- | -------- | ----- | ----- | ----- | ----- | ----- | -------- | ----- | ----- | ----- | ----- | ----- | -------- | ----- | ----- | ----- | ----- | ----- | -------- | ----- | ----- | ----- | ----- | ----- | -------- |
| 2011  | 日本ハム | -     | -     | -     | -     | -     | -        | 2     | 0     | 2     | 0     | 0     | 1.000    | -     | -     | -     | -     | -     | -        | 1     | 0     | 0     | 0     | 0     | .000     | -     | -     | -     | -     | -     | -        |
| 2012  | 日本ハム | -     | -     | -     | -     | -     | -        | 28    | 19    | 22    | 0     | 5     | 1.000    | 3     | 0     | 5     | 0     | 0     | 1.000    | 73    | 41    | 81    | 2     | 14    | .984     | -     | -     | -     | -     | -     | -        |
| 2013  | 日本ハム | -     | -     | -     | -     | -     | -        | 91    | 159   | 221   | 4     | 42    | .990     | -     | -     | -     | -     | -     | -        | 44    | 42    | 78    | 5     | 17    | .960     | -     | -     | -     | -     | -     | -        |
| 2014  | 日本ハム | -     | -     | -     | -     | -     | -        | 99    | 239   | 320   | 9     | 62    | .984     | 13    | 6     | 14    | 1     | 2     | .952     | 21    | 23    | 38    | 2     | 5     | .968     | 1     | 0     | 0     | 0     | 0     | ----     |
| 2015  | 日本ハム | -     | -     | -     | -     | -     | -        | -     | -     | -     | -     | -     | -        | -     | -     | -     | -     | -     | -        | 143   | 215   | 450   | 14    | 79    | .979     | -     | -     | -     | -     | -     | -        |
| 2016  | 日本ハム | -     | -     | -     | -     | -     | -        | -     | -     | -     | -     | -     | -        | -     | -     | -     | -     | -     | -        | 143   | 219   | 447   | 14    | 100   | .979     | -     | -     | -     | -     | -     | -        |
| 2017  | 日本ハム | -     | -     | -     | -     | -     | -        | -     | -     | -     | -     | -     | -        | -     | -     | -     | -     | -     | -        | 91    | 128   | 260   | 9     | 42    | .977     | -     | -     | -     | -     | -     | -        |
| 2018  | 日本ハム | -     | -     | -     | -     | -     | -        | -     | -     | -     | -     | -     | -        | -     | -     | -     | -     | -     | -        | 131   | 213   | 422   | 13    | 68    | .980     | -     | -     | -     | -     | -     | -        |
| 2019  | 日本ハム | -     | -     | -     | -     | -     | -        | -     | -     | -     | -     | -     | -        | -     | -     | -     | -     | -     | -        | 120   | 149   | 281   | 3     | 60    | .993     | -     | -     | -     | -     | -     | -        |
| 2020  | 日本ハム | -     | -     | -     | -     | -     | -        | -     | -     | -     | -     | -     | -        | -     | -     | -     | -     | -     | -        | 84    | 86    | 151   | 2     | 31    | .992     | -     | -     | -     | -     | -     | -        |
| 2021  | 日本ハム | -     | -     | -     | -     | -     | -        | 6     | 0     | 2     | 1     | 0     | .667     | -     | -     | -     | -     | -     | -        | 56    | 59    | 107   | 4     | 20    | .976     | -     | -     | -     | -     | -     | -        |
| 2022  | 日本ハム | -     | -     | -     | -     | -     | -        | 6     | 7     | 3     | 2     | 1     | .833     | 5     | 2     | 7     | 0     | 0     | 1.000    | 38    | 48    | 69    | 3     | 11    | .975     | 14    | 13    | 0     | 0     | 0     | 1.000    |
| 2023  | 日本ハム | -     | -     | -     | -     | -     | -        | 3     | 1     | 3     | 0     | 0     | 1.000    | 1     | 0     | 0     | 0     | 0     | ----     | 9     | 14    | 17    | 0     | 4     | 1.000    | -     | -     | -     | -     | -     | -        |
| 2024  | 日本ハム | 6     | 13    | 0     | 0     | 2     | 1.000    | 14    | 12    | 25    | 0     | 5     | 1.000    | 3     | 1     | 0     | 0     | 0     | 1.000    | 8     | 2     | 12    | 0     | 2     | 1.000    | -     | -     | -     | -     | -     | -        |
| 通算  | 通算     | 6     | 13    | 0     | 0     | 2     | 1.000    | 255   | 437   | 598   | 16    | 115   | .985     | 25    | 9     | 26    | 1     | 2     | .972     | 962   | 1239  | 2413  | 71    | 453   | .981     | 15    | 13    | 0     | 0     | 0     | 1.000    |

- 2024年度シーズン終了時
- 各年度の太字はリーグ最高

### タイトル
- 盗塁王：1回（2015年）

### 表彰
- ベストナイン：1回（遊撃手部門：2015年）

### 記録
初記録
- 初出場：2011年4月20日、対オリックス・バファローズ2回戦（ほっともっとフィールド神戸）、8回裏に田中賢介に代わり二塁手で出場
- 初打席：同上、9回表に鴨志田貴司の前に見逃し三振
- 初盗塁：2011年4月24日、対東北楽天ゴールデンイーグルス3回戦（ほっともっとフィールド神戸）、9回表二死に二盗（投手：片山博視、捕手：井野卓）
- 初先発出場：2012年4月7日、対千葉ロッテマリーンズ2回戦（QVCマリンフィールド）、9番・遊撃手で先発出場
- 初安打：2012年4月17日、対埼玉西武ライオンズ5回戦（西武ドーム）、5回表に牧田和久から三塁内野安打
- 初打点：2013年5月3日、対東北楽天ゴールデンイーグルス6回戦（日本製紙クリネックススタジアム宮城）、9回表に福山博之から左翼線適時二塁打
- 初本塁打：2017年7月30日、対福岡ソフトバンクホークス17回戦（福岡 ヤフオク!ドーム）、6回表に武田翔太から右越ソロ

節目の記録
- 200犠打：2018年6月15日、対東京ヤクルトスワローズ1回戦（札幌ドーム）、7回裏に中澤雅人から三前犠打 ※史上41人目[51]
- 1000試合出場：2020年6月30日、対福岡ソフトバンクホークス1回戦（札幌ドーム）、8番・遊撃手で先発出場 ※史上505人目[52]
- 250犠打：2022年8月4日、対福岡ソフトバンクホークス18回戦（札幌ドーム）、5回裏にコリン・レイから投前犠打 ※史上21人目[53]
- 200盗塁：2023年9月22日、対東北楽天ゴールデンイーグルス21回戦（楽天モバイルパーク宮城）、2回表に二盗（投手：藤平尚真、捕手：安田悠馬） ※史上79人目[54]

その他の記録
- シーズン62犠打：2016年 ※左打者史上最多、パ・リーグ史上最多
- 1試合9刺殺：2014年8月5日、対オリックス・バファローズ戦 ※二塁手でのパ・リーグタイ記録、史上9人目
- プロ初本塁打がプロ入り2287打席目 ※史上最遅[11]
- クライマックスシリーズ通算14犠打 ※荒木雅博と並び歴代1位タイ
- オールスターゲーム出場：1回（2015年）

### 背番号
- 56（2009年 - 2013年）
- 9（2014年 - ）

### 登場曲
- 「Happy Song」西野カナ
- 「We Don't Stop」西野カナ
- 「Go my way」三代目J Soul Brothers
- 「Rafflesia」SOLIDEMO
- 「NO.1」西野カナ
- 「Never Never」TOCCHI
- 「RUN」佐藤広大
- 「卓越の青」Rune

### 代表歴
- 2015 WBSCプレミア12 日本代表